# Abd-al-Latif al-Baghdadí
Muwàffaq-ad-Din Abu-Muhàmmad Abd-al-Latif ibn Yússuf ibn Muhàmmad ibn Alí ibn Abi-Sad ibn al-Labbad (àrab: موفق الدين أبو محمد عبد اللطيف بن يوسف بن محمد بن علي بن أبي سعد, Muwaffaq ad-Dīn Abū Muḥammad ʿAbd al-Laṭīf b. Yūsuf b. Muḥammad b. ʿAlī ibn Abī Saʿd), més conegut simplement com a Abd-al-Latif al-Baghdadí o com a Ibn al-Labbad (àrab: ابن اللباد, Ibn al-Labbād) (Bagdad 1162/1163-1231/1232) fou un erudit, egiptòleg, historiador i metge àrab de Bagdad.
Estudià gramàtica, dret, tradicions i altres temes fins a abraçar quasi tots els àmbits del coneixement de l'època. El 1192 es va entrevistar amb Saladí a Jerusalem i després va anar a Damasc i al Caire, llocs on ja havia estat abans. Després de la conquesta d'Erzincan per Kai Kobad, va viatjar a Erzurum, Erzindjan i Alep passant per Kemah, Diwrigi i Malatya (1228), per tornar finalment a Bagdad, on va morir poc després. Va deixar molts escrits sobre tradició, medicina, filologia, matemàtiques i filosofia, però se n'han conservat pocs; entre aquests destaca Al-ifada wa-l-itibar, publicat a París el 1810.